# Гребля Ель-Хаміз
Гребля Ель-Хаміз (El Hamiz) – гідротехнічна споруда на півночі Алжиру, перша велика гребля в історії країни.
Греблю спорудили на уеді Арбатач (Arbatache), що впадає до Середземного моря у східній частині міста Алжир (інша назва річки – уед Хаміз). Водозбірний басейн вище від споруди складає 139 км2, а її головним призначенням була іригація.
В 1869 – 1879 роках долину уеду перекрили кам’яною мурованою греблею гравітаційного типу висотою 38 метрів, довжиною 162 метра та товщиною від 6,7 метра (по гребеню) до 18,2 метра (по основі). Споруда мала гребінь на рівні 167 метрів НРМ, при цьому поріг водоскида знаходився на позначці 164 метра НРМ, що дозволяло утримувати у сховищі 9,8 млн м3 води.
Гребля розташована на вапняковій основі, характеристики якої були не найкращі для розміщення споруди. Як наслідок, протягом кількох десятиліть провадили роботи із укріплення та забезпечення водоізоляції:
- в 1887 – 1889 роках після появи в споруді кількох тріщин додали 5 контрфорсів;
- з 1890-го тривали роботи по герметизації двох джерел (одне існувало ще до будівництва, а інше виникло в його процесі), потік води з яких сильно зростав при досягненні сховищем рівня на два метра нижче від нормального. Тривалий час зусилля не приносили суттєвих результатів, проте в 1913 – 1914 роках вдалось обмежити витік об’ємом 50 літрів на секунду, а потім і 25 літрів на секунду;
- в 1916-му спорудили додатковий контрфорс;
- в 1923-му провели спутошення сховища, яке показало дуже сильне руйнування вапняків основи. Після цього греблю підсилили стінкою біля підніжжя та кам’яно-накидною масою.
Нарешті, в 1933 – 1935 роках муровану конструкцію покрили бетоном, що суттєво збільшило та посилило греблю. Її висота зросла на 7 метрів та досягнула 45 метрів (висота від найнижчої точки фундаменту – 50 метрів). Довжина споруди зросла до 222 метрів, ширина по основі досягнула 41 метра (на рівні фундаменту – 47 метрів) при ширині по гребеню 3,3 метра. Проект потребував використання 60 тис м3 бетону. Тунель, який під час цих робіт забезпечував перепуск води, перетворили на донний водоскид, який наразі спроможний пропускати 750 м3/с.
Станом на 1935 рік новий об’єм сховища становив 22 млн м3 при площі поверхні у 1,28 км2. Через замулювання вже у 1950-му об’єм оцінювали у 17 млн м3.
Біля підніжжя греблі облаштували малу гідроелектростанцію із двома турбінами типу Френсіс потужністю по 0,47 МВт (при напорі у 28 метрів).